# Municipio de Victor (Dakota del Norte)
El municipio de Victor (en inglés: Victor Township) es un municipio ubicado en el condado de Towner en el estado estadounidense de Dakota del Norte. En el año 2010 tenía una población de 25 habitantes y una densidad poblacional de 0,27 personas por km².

## Geografía
El municipio de Victor se encuentra ubicado en las coordenadas 48°34′48″N 99°2′20″O / 48.58000, -99.03889. Según la Oficina del Censo de los Estados Unidos, el municipio tiene una superficie total de 92.21 km², de la cual 90.2 km² corresponden a tierra firme y (2.19%) 2.02 km² es agua.

## Demografía
Según el censo de 2010, había 25 personas residiendo en el municipio de Victor, todas de raza blanca. La densidad de población era de 0,27 hab./km².